# Trichophthalma doddi
Trichophthalma doddi är en tvåvingeart som beskrevs av Paramonov 1953. Trichophthalma doddi ingår i släktet Trichophthalma och familjen Nemestrinidae. Inga underarter finns listade i Catalogue of Life.